# Afbouwmedicatie
Afbouwmedicatie is een aangepaste toedieningsvorm van medicatie om patiënten veilig en verantwoord te laten afbouwen of stoppen met hun medicijnen. Het betreft vooral afbouw van medicatie voor psychische aandoeningen, de zogenaamde psychofarmaca, zoals antidepressiva, antipsychotica, pijnbestrijders en slaapmiddelen.
Veel patiënten krijgen psychofarmaca voorgeschreven bij een persoonlijke aandoening. De patiënt die na enige tijd - bijvoorbeeld als de situatie zich heeft gestabiliseerd - wil stoppen met het medicijn, moet dit volgens de bijsluiter geleidelijk doen, en in samenspraak met de behandelend arts. Sommige patiënten kiezen ervoor de medicatie onbegeleid te stoppen. Met of zonder begeleiding kunnen tijdens het afbouwproces hevige ontwenningsverschijnselen optreden. Het gaat hierbij bijvoorbeeld om griepachtige klachten, slaapstoornissen, psychische klachten, evenwichtsproblemen of bewegingsstoornissen.
Om de risico's bij het geleidelijk afbouwen te beperken is de behandeling met afbouwmedicatie ontwikkeld. Bij deze aanpak slikt de patiënt hetzelfde medicijn, maar dan stapje voor stapje in steeds lagere doseringen. Soms is het nodig de dosering tijdelijk weer een stapje te verhogen, maar het doel is afbouw van het medicijn.

## Nederland
De ontwikkeling en productie van afbouwmedicatie worden in Nederland overgelaten aan de zelfbereidende apothekers. Anno 2020 is er één apotheek die de behandeling aanbiedt. De afbouwmedicatie wordt geleverd in zogenaamde taperingstrips, die het mogelijk maken de dosering stapje voor stapje in te nemen.
Met uiteenlopende argumenten verzetten de grote Nederlandse zorgverzekeraars zich tegen vergoeding van deze vorm van terugdringing van medicatie. Op 19 december 2019 stelde de rechter de patiëntenvereniging in het gelijk in de zaak tegen VGZ. De Vereniging Afbouwmedicatie had geëist dat de zorgverzekeraar voorziet in vergoeding bij patiënten met verhoogd risico op onttrekkingsverschijnselen waarbij andere methoden op de voorhand geen kans van slagen bieden.